# Unione economica e monetaria dell'Unione europea

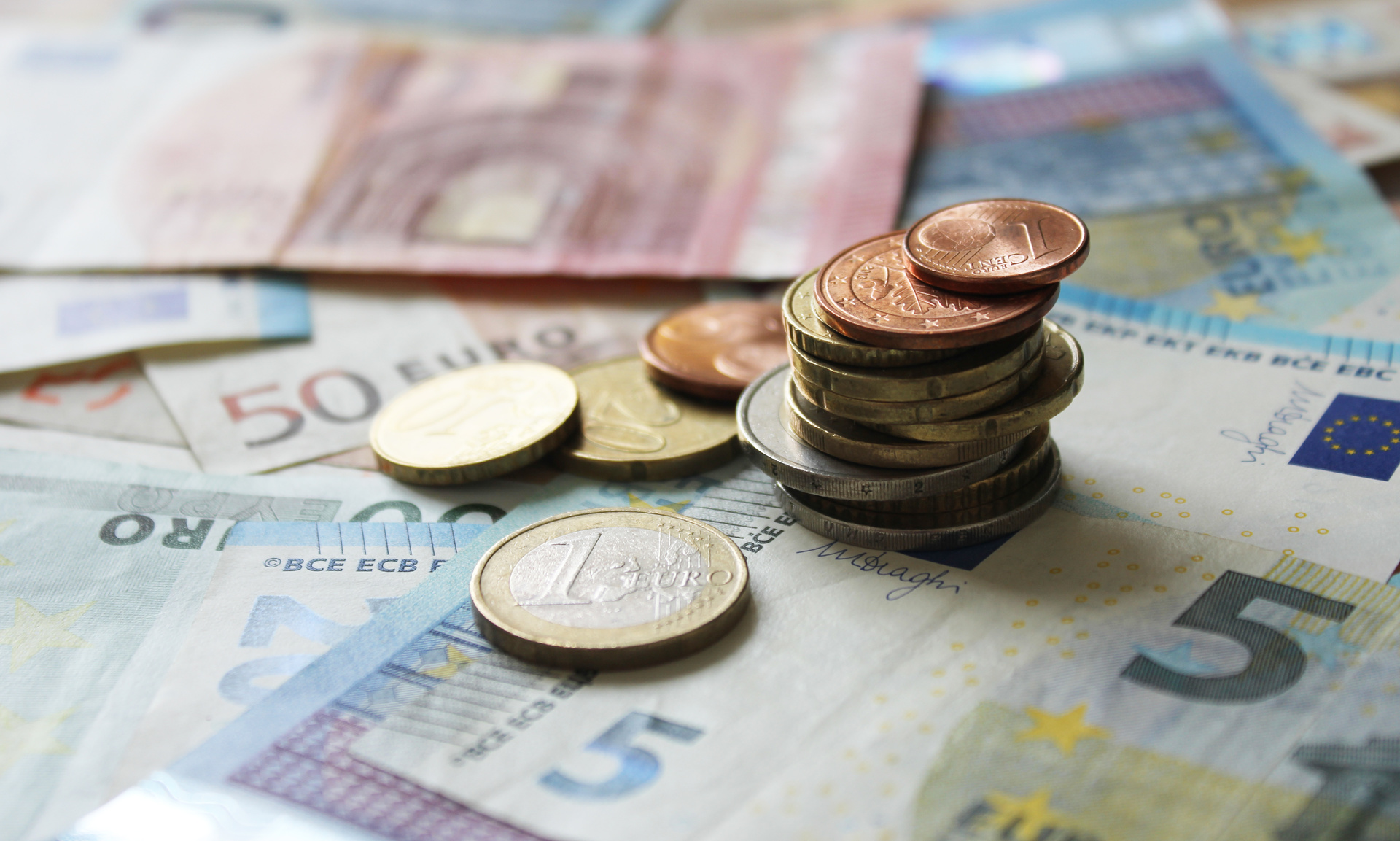
Euro, banconote e monete

L'Unione economica e monetaria (UEM) dell'Unione europea è un termine ampio: include l'insieme delle politiche fiscali, valutarie, concorrenziali e monetarie messe in coordinamento dal luglio 1988 con lo scopo di avvicinare le rispettive economie degli Stati dell'allora Comunità europea.
Un momento importante, che assunse anche un valore simbolico del processo, fu l'adozione di una moneta unica europea, l'euro, nel 1999, in sostituzione delle rispettive valute nazionali da parte degli Stati membri dell'Unione europea. Si ebbe così una politica monetaria comune sotto il controllo della Banca centrale europea (BCE), dando vita alla cosiddetta eurozona.
Dunque la propria sovranità monetaria e con essa la politica monetaria all'Unione, mantenendo invece la "sovranità politica" (politica interna) con i rispettivi parlamenti e governi nazionali. Anche le politiche economiche di ciascuno stato (politica di bilancio, politica fiscale e politica industriale), coordinate tra loro per alcuni aspetti attraverso l'Unione, rimangono per buona parte ancora prerogative degli Stati (ad eccezione della politica agricola comune), che comunque accettano le limitazioni poste dal "Trattato sul funzionamento dell'Unione europea" (TFUE).

## Storia

### Le deliberazioni del Consiglio europeo
Nel giugno 1988 il Consiglio europeo confermò il proprio sostegno alla progressiva realizzazione dell'Unione economica e monetaria e assegnò ad un comitato, guidato da Jacques Delors, Presidente della Commissione europea, il mandato di elaborare un progetto concreto per la realizzazione di tale obiettivo.Il Comitato era composto dai governatori delle Banche Centrali nazionali della Comunità europea, da Alexandre Lamfalussy, allora Direttore generale della Banca dei Regolamenti Internazionali (BIS), e da Niels Thygesen e Miguel Boyer, in quegli anni rispettivamente Professore di economia all'Università di Copenaghen e Presidente del Banco Exterior de España. Il "Rapporto Delors", redatto a conclusione dei lavori, proponeva di articolare la realizzazione dell'Unione economica e monetaria in tre fasi distinte.
Si può definire l'UEM come una "Cooperazione rafforzata" all'interno dell'Unione europea.
Attenendosi alle raccomandazioni del rapporto Delors, nel giugno 1989 il Consiglio europeo decise che la prima fase della realizzazione dell'Unione economica e monetaria sarebbe iniziata il 1º luglio 1990, data in cui sarebbero state abolite, in linea di principio, tutte le restrizioni alla circolazione dei capitali tra gli Stati membri. Il Consiglio, con decisione del 12 marzo 1990, conferì inoltre maggiori responsabilità al Comitato dei governatori delle banche centrali degli Stati membri della Comunità economica europea, che dal momento della sua istituzione, nel maggio 1964, aveva svolto un ruolo di crescente importanza nel quadro della cooperazione monetaria; tali responsabilità comprendevano lo svolgimento di consultazioni sulle politiche monetarie degli Stati membri e la promozione di un coordinamento in tale ambito volto a conseguire la stabilità dei prezzi.
Alla luce dello scarso tempo disponibile e della complessità dei compiti da svolgere, il Comitato dei governatori avviò senza indugio il lavoro preparatorio per il completamento dell'Unione Economica e Monetaria (UEM). Nella prima fase furono individuate tutte le questioni che andavano esaminate in via preliminare per poter elaborare un programma di lavoro entro la fine del 1993; successivamente furono definiti i mandati dei sottocomitati e dei gruppi di lavoro istituiti a tale scopo. Per la realizzazione della Seconda e della Terza fase era necessario modificare il Trattato che istituisce la Comunità economica europea ("Trattati di Roma"), al fine di creare la necessaria infrastruttura istituzionale. Fu quindi convocata una Conferenza intergovernativa sulla UEM, tenutasi nel 1991 in concomitanza con la Conferenza intergovernativa sull'Unione politica. I negoziati si conclusero con il Trattato sull'Unione europea. Approvato nel dicembre 1991 e firmato a Maastricht il 7 febbraio 1992, esso emendava il Trattato che istituisce la Comunità economica europea - il cui nome fu poi modificato in Trattato che istituisce la Comunità europea - e conteneva, fra l'altro, il Protocollo sullo statuto del Sistema europeo di banche centrali e della Banca centrale europea e il Protocollo sullo statuto dell'Istituto monetario europeo. A causa dei ritardi nel processo di ratifica, tuttavia, il Trattato di Maastricht entrò in vigore soltanto il 1º novembre 1993.

### L'istituzione dell'IME e della BCE
La creazione dell'Istituto monetario europeo (IME), avvenuta il 1º gennaio 1994, segnò l'avvio della seconda fase della UEM e determinò lo scioglimento del Comitato dei governatori. Il carattere transitorio dell'IME rifletteva lo stato di avanzamento dell'integrazione monetaria nella Comunità. L'Istituto non era responsabile della conduzione della politica monetaria dell'Unione europea, che rimaneva una prerogativa delle autorità nazionali, e non aveva competenza per effettuare operazioni in valuta.
Le due funzioni principali dell'IME erano:
- rafforzare la cooperazione tra le banche centrali ed il coordinamento delle politiche monetarie;
- realizzare i preparativi necessari per l'istituzione del Sistema europeo di banche centrali (SEBC), per la conduzione di una politica monetaria unica e per la creazione di una moneta unica nella Terza fase.

A tal fine, l'IME rappresentò un consesso per consultazioni, dibattiti e scambi di informazioni su questioni di politica monetaria e definì il quadro regolamentare, organizzativo e logistico necessario affinché il SEBC potesse svolgere i suoi compiti nella Terza fase.
Si ha così la programmazione delle procedure di uniformazione che avrebbero portato a due convergenze, una istituzionale e l'altra economica:
- convergenza istituzionale: con l'obiettivo di adattare gli ordinamenti nazionali ed uniformarli sulle gestioni della politica monetaria. Si vietò così il finanziamento del disavanzo pubblico attraverso le banche centrali, il cosiddetto 'canale tesoro'.
- convergenza economica: con l'obiettivo di stabilizzare prezzi, tassi di cambio e tassi d'interesse nella futura area euro.

Nel dicembre 1995 il Consiglio europeo decise di denominare "euro" l'unità monetaria europea che sarebbe stata introdotta con l'avvio della Terza fase della UEM e confermò che quest'ultima avrebbe avuto inizio il 1º gennaio 1999. Per la transizione all'euro si preannunciò un calendario di eventi, basato essenzialmente su proposte formulate dall'IME. L'Istituto aveva inoltre il compito di svolgere il lavoro preparatorio in vista delle future relazioni monetarie e valutarie tra l'area dell'euro e gli altri paesi dell'Unione europea. Nel dicembre 1996 l'IME presentò al Consiglio europeo un rapporto che avrebbe costituito la base di una risoluzione di quest'ultimo, adottata nel giugno 1997, sui principi e sugli elementi fondamentali del nuovo meccanismo di cambio (AEC II).
Nel dicembre 1996 l'IME presentò al Consiglio europeo, e successivamente al pubblico, le serie di disegni delle banconote in euro che sarebbero state immesse in circolazione il 1º gennaio 2002. Al fine di integrare e precisare le disposizioni del Trattato, il Consiglio europeo adottò nel giugno 1997 il Patto di stabilità e crescita, comprendente due regolamenti e volto a garantire la disciplina di bilancio nell'ambito della UEM. Una dichiarazione del Consiglio del maggio 1998 completava il Patto e ne ampliava gli impegni.
Il 3 maggio 1998 il Consiglio dell'Unione europea, nella composizione dei capi di Stato o di governo con la decisione 98/317/CE] verificò all'unanimità che 11 Stati membri: Belgio, Germania, Spagna, Francia, Irlanda, Italia, Lussemburgo, Paesi Bassi, Austria, Portogallo e Finlandia soddisfacevano le condizioni necessarie per l'adozione della moneta unica, prevista per il 1º gennaio 1999, e che questi avrebbero pertanto partecipato alla Terza fase della UEM. In tale occasione, inoltre, i capi di Stato o di governo raggiunsero un accordo in merito alle personalità che, su raccomandazione dello stesso Consiglio, sarebbero state nominate in qualità di membri del Comitato esecutivo della Banca centrale europea (BCE).
Al contempo, i Ministri delle Finanze insieme ai governatori delle rispettive banche centrali nazionali, alla Commissione europea e all'IME, degli Stati membri che avevano adottato la moneta unica convennero, che i tassi centrali bilaterali delle valute degli Stati membri partecipanti agli AEC sarebbero stati utilizzati per la determinazione dei tassi irrevocabili di conversione con l'euro
Il 25 maggio 1998 i governi degli 11 Stati membri partecipanti designarono il Presidente, il Vicepresidente e gli altri quattro membri del Comitato esecutivo della BCE. La nomina avrebbe avuto effetto dal 1º giugno 1998, data di istituzione della BCE. La BCE e la Banque nationale de Belgique/Nationale Bank van België/Belgische Nationalbank, la Deutsche Bundesbank, il Banco de España, la Banque de France, la Central Bank & Financial Services Authority of Ireland, la Banca d'Italia, la Banque centrale du Luxembourg, la De Nederlandsche Bank, il Banco de Portugal, la Oesterreichische Nationalbank e la Suomen Pankki - Finlands Bank costituiscono l'Eurosistema, che formula e definisce la politica monetaria unica nella Terza fase della UEM.
Con l'istituzione della BCE, l'IME concluse il suo mandato e fu pertanto posto in liquidazione, in conformità dell'articolo 123 (ex articolo 109 L) del Trattato che istituisce la Comunità europea. Il lavoro preparatorio affidato all'IME fu portato a termine nei tempi previsti; la BCE dedicò i restanti mesi del 1998 agli ultimi controlli delle procedure e dei sistemi adottati.

### La fissazione irrevocabile dei tassi di cambio
Zona euro
     UE appartenenti agli AEC II
     UE appartenenti agli AEC II con deroga
     UE non appartenenti agli AEC II
     Non UE che usano bilateralmente l'euro
     Non UE che usano unilateralmente l'euro
Il 1º gennaio 1999 ebbe inizio la terza ed ultima fase della UEM con la conduzione di una politica monetaria unica sotto la responsabilità della BCE.
Il 3 maggio 1998 il Consiglio dell'Unione europea riunito nella composizione di Capi di Stato o di governo con la decisione 1998/317/CE sancirono l'adempimento dei parametri di Maastricht da parte dell'Austria, del Belgio, della Finlandia, della Francia, della Germania, dell'Irlanda, dell'Italia, del Lussemburgo, dei Paesi Bassi, del Portogallo e della Spagna.
Il 31 dicembre 1998 l'Ecofin con il Regolamento (CE) numero 2866/98 fissò i tassi irrevocabili di conversione tra l'euro e lo scellino austriaco, il franco belga, il marco finlandese, il franco francese, il marco tedesco, la sterlina irlandese, la lira italiana, il franco lussemburghese, il fiorino olandese, l'escudo portoghese e la peseta spagnola.
Il 1º gennaio 2001, con l'adesione della Grecia, gli Stati membri della UEM divennero 12; contestualmente la Τράπεζα της Ελλάδος/Bank of Greece entrò a far parte dell'Eurosistema. Il 19 giugno 2000 l'Ecofin con la decisione 2000/427/CE sancì l'adempimento dei parametri di Maastricht da parte della Grecia, contestualmente col Regolamento (CE) numero 1478/2000 fissò il tasso irrevocabile di conversione tra l'euro e la dracma greca.
Il 1º gennaio 2007, con l'adesione della Slovenia, gli Stati membri della UEM divennero 13; contestualmente la Banka Slovenije entrò a far parte dell'Eurosistema. L'11 luglio 2006 l'Ecofin con la decisione 2006/495/CE sancì l'adempimento dei parametri di Maastricht da parte della Slovenia, contestualmente col Regolamento (CE) numero 1086/2006 fissò il tasso irrevocabile di conversione tra l'euro e il tallero sloveno.
Il 1º gennaio 2008, con l'adesione di Cipro e Malta, gli Stati membri della UEM divennero 15; contestualmente la Kεντρικη Τραπεζα της Κυπρου/Central Bank of Cyprus e la Bank Ċentrali ta' Malta entrarono a far parte dell'Eurosistema. Il 10 luglio 2007 l'Ecofin con le decisioni 2007/503/CE e 2007/504/CE sancì l'adempimento dei parametri di Maastricht da parte di Cipro e Malta, contestualmente coi Regolamenti (CE) numeri 835/2007 e 836/2007 fissò i tassi irrevocabili di conversione tra l'euro e la lira cipriota e l'euro e la lira maltese.
Il 1º gennaio 2009, con l'adesione della Slovacchia, gli Stati membri della UEM divennero 16; contestualmente la Národná banka Slovenska entra a far parte dell'Eurosistema. L'8 luglio 2008 l'Ecofin con la decisione 2008/608/CE sancì l'adempimento dei parametri di Maastricht da parte della Slovacchia, contestualmente col Regolamento (CE) numero 693/2008 fissò il tasso irrevocabile di conversione tra l'euro e la corona slovacca.
Il 1º gennaio 2011 l'Estonia adotta l'euro, cui fanno seguito il 1º gennaio 2014 la Lettonia e il 1º gennaio 2015 la Lituania. Infine, il 1º gennaio 2023 la Croazia adotta l'euro portando a venti il numero di stati membri dell'UEM.

### La crisi economica del 2008
La crisi economica globale del 2008 impatta fortemente l'Unione europea e l'Unione economica e monetaria con le nazioni dell'Europa meridionale a pagare il prezzo più alto a livello economico con la crisi del debito sovrano europeo oltre alla mancata crescita economica (Grecia, Spagna, Italia, Portogallo e Irlanda). Particolarmente grave si rivela la crisi economica della Grecia, più volte sull'orlo dell'insolvenza sovrana e a rischio abbandono dell'Unione economica, la cui possibile uscita preoccupa a tal punto l'Unione da varare nuovi vincoli economici e trattati come il Fondo europeo di stabilità finanziaria, il Patto di bilancio europeo e il Meccanismo europeo di stabilità (o fondo salva-stati) da parte della cosiddetta troika. Un altro evento che ha accelerato la crisi dell'Unione Europea è stato il Brexit.

## Critiche
Secondo la teoria delle aree valutarie ottimali, l'eurozona non sarebbe un'area valutaria ottimale e quindi l'utilizzo della moneta unica potrebbe essere dannosa per i paesi che l'adottano. Gli economisti Richard Baldwin e Charles Wyplosz affermano che la creazione di un'unione monetaria in Europa non è economicamente vantaggiosa, ma anzi "può peggiorare una situazione già dolorosa di alta disoccupazione" e che quindi "l'unione monetaria è ingiustificata su basi economiche", essi ritengono che la ragione per cui fu creata tale unione è esclusivamente politica poiché "la sua sopravvivenza richiederà un passo importante verso un'Europa federale a spese degli Stati nazione".
Nella sua tesi di laurea, Mario Draghi (che sarebbe poi divenuto Presidente della Banca centrale europea) riteneva che, in quel momento (1970), non sussistessero le condizioni per una moneta unica europea: la sua tesi, Integrazione economica e variazione dei tassi di cambio era critica verso il piano Werner.
Oltre a essi, molti altri economisti, accademici e imprenditori, avanzano, o hanno avanzato in passato, forti riserve sull'unione valutaria europea. Tra essi vi sono Roger Bootle (economista della City di Londra), vincitore nel 2012 del Wolfson Economics Prize per lo studio di fattibilità economica sullo smantellamento della zona euro, Dominick Salvatore (professore alla Fordham University di New York), Rudi Dornbusch (già professore al Massachusetts Institute of Technology), Martin Feldstein (professore alla Università di Harvard), Luigi Zingales (professore presso la University of Chicago Booth School of Business), Alberto Bagnai (professore di economia all'Università di Pescara), Claudio Borghi Aquilini (professore di economia all'Università Cattolica del Sacro Cuore), Frits Bolkestein (ex commissario europeo), Hans-Olaf Henkel (già presidente della Confindustria Tedesca). Anche i premi Nobel Milton Friedman, Amartya Sen, Joseph Stiglitz, Paul Krugman, Christopher Pissarides (inizialmente sostenitore dell'euro) e James Mirrlees hanno avanzato forti critiche all'adozione della moneta unica, alcuni di essi fino ad auspicarne l'abbandono, in particolare per l'Italia.
Va notato, peraltro, che il premio Nobel più convinto sostenitore dell'Unione Monetaria Europea è proprio Robert Mundell, il primo teorico dell'area valutaria ottimale. Secondo Mundell, non appena le prime 11 valute vennero ancorate all'euro, prima ancora dell'emissione della moneta comune, i movimenti speculativi di capitale tra lira e marco, o tra franco e peseta, divennero ricordi del passato; i paesi dell'eurozona hanno da allora una politica monetaria migliore e i minori tassi di interessi hanno ridotto il peso del debito pubblico. Quanto ai requisiti da lui stesso dettati, Mundell ricorda che una perfetta mobilità del lavoro non esiste nemmeno in singoli paesi e ritiene che i vantaggi dell'euro più che compensino gli svantaggi di una imperfetta mobilità del lavoro.
Critiche all'Unione Economica Europea sono state mosse a seguito della crisi economica globale del 2008 che ha impattato fortemente l'Unione stessa, rea di aver ammesso al suo interno paesi che non rispettavano pienamente i parametri di Maastricht, specie in relazione alla crisi dei debiti sovrani europei (Irlanda, Grecia, Italia, Spagna e Portogallo) che sono costate misure di austerità, esterne ed interne, per evitare il default con ulteriore freno alla crescita dell'eurozona. Inoltre diversi economisti ritengono che l'Unione economica porti favori economici a nazioni già economicamente dominanti (es. Germania e Francia) a scapito delle nazioni economicamente svantaggiate dell'Europa mediterranea, a causa dei vincoli economici imposti giudicati penalizzanti per le rispettive economie nazionali (es. quote latte). I difensori dell'Unione portano invece a loro favore la tesi della stabilizzazione del tasso di inflazione un po' in tutti i paesi nonché l'abolizione dei dazi doganali tra gli stati membri alla base del libero mercato interno.